# Marcipa catoxantha
Marcipa catoxantha là một loài bướm đêm trong họ Erebidae.